# Paolo di Alessandria
Paolo di Alessandria, noto anche come Paolo di Tabenna, (... – 540) fu il patriarca greco-ortodosso di Alessandria tra il 537 e il 540.
Fu eletto patriarca nel 537 quando la Chiesa greco-ortodossa di Alessandria, che aveva in precedenza riconosciuto il miafisita Teodosio I, cambiò idea ed elesse al suo posto un altro patriarca, Paolo. Fu il primo calcedoniano ad essere eletto patriarca dal 482. Fu consacrato dai patriarchi Mena di Costantinopoli e Pietro di Gerusalemme.
Questa elezione fu la genesi dello scisma tra la Chiesa ortodossa copta (miafisita) e quella ortodossa di Alessandria, che dura tuttora.

## Genealogia episcopale
La genealogia episcopale è:
- Papa Agapito I
- Patriarca Mena di Costantinopoli
- Patriarca Paolo di Alessandria